# Adolf Insam
Adolf Tommaso Insam (* 4. August 1951 in Wolkenstein in Gröden) ist ein ehemaliger italienischer Eishockeyspieler und derzeitiger -trainer, der während seiner aktiven Karriere von 1969 bis 1984 für den HC Gherdëina in der Serie A1 spielte. Sein Sohn Marco ist ebenfalls ein professioneller Eishockeyspieler.

## Karriere
Adolf Insam verbrachte seine gesamte Profikarriere von 1969 bis 1984 beim HC Gherdëina in der Serie A1, mit dem er 1969, 1976, 1980 und 1981 die italienische Meisterschaft gewann. Nach Beendigung seiner aktiven Laufbahn 1984 begann der Grödner eine Tätigkeit als Eishockeytrainer und stand ab 1986 in seiner Heimatstadt beim HC Wolkenstein an der Bande. 1990 folgte ein Engagement beim HC Eppan Pirates, bevor Insam zwei Jahre später nach Wolkenstein zurückkehrte. Während dieser Zeit war er auch als Trainer der U18- und U20-Juniorenauswahl seines Heimatlandes tätig. Von 1991 bis 1993 stand er beim HC Gherdëina hinter der Bande. Später arbeitete Insam auch als Assistenztrainer der italienischen A-Nationalmannschaft, die er ab 1997 als Cheftrainer übernahm und mit dieser den Ligaerhalt in der Top-Division schaffte.
Sein erstes Engagement in der Serie A1 als Cheftrainer hatte der Grödner 1996 beim HC Bozen, mit dem er in seiner Debütsaison die Meisterschaft gewann. Ab 2000 stand der Italiener beim HC Milano Vipers an der Bande und gewann mit diesem von 2002 bis 2006 fünf Mal in Folge die Meisterschaft. Im April 2010 nahm er ein Angebot des HC Bozen an und wurde nach 1996 zum zweiten Mal deren Cheftrainer. Im Dezember 2012 ersetzte er bei Hockey Milano Rossoblu seinen Landsmann Massimo Da Rin als Cheftrainer.

### International
Insam nahm mit der italienischen Nationalmannschaft an zahlreichen Weltmeisterschaften teil und vertrat diese ununterbrochen bei allen Turnieren von 1971 bis 1984. Sein Heimatland vertrat er zuletzt bei den Olympischen Winterspielen 1984. Nach 185 Spielen und 62 Toren im Nationaltrikot erklärte er im Anschluss an dieses Turnier seine Spielerkarriere für beendet.

## Erfolge und Auszeichnungen
| als Spieler - 1969 Italienischer Meister mit dem HC Gherdëina - 1976 Italienischer Meister mit dem HC Gherdeina - 1980 Italienischer Meister mit dem HC Gherdeina - 1981 Italienischer Meister mit dem HC Gherdeina | als Cheftrainer - 1997 Italienischer Meister mit dem HC Bozen - 2001 Supercoppa Italiana Sieger mit dem HC Milano Vipers - 2002 - Italienischer Meister mit dem HC Milano Vipers - Supercoppa Italiana Sieger mit dem HC Milano Vipers - 2003 - Italienischer Meister mit dem HC Milano Vipers - Coppa Italia Sieger mit dem HC Milano Vipers - 2004 Italienischer Meister mit dem HC Milano Vipers - 2005 - Italienischer Meister mit dem HC Milano Vipers - Coppa Italia Sieger mit dem HC Milano Vipers - 2006 - Italienischer Meister mit dem HC Milano Vipers - Coppa Italia Sieger mit dem HC Milano Vipers - Supercoppa Italiana Sieger mit dem HC Milano Vipers - 2012 Italienischer Meister mit dem HC Bozen |